# エドワード・プラット
エドワード・プラット（Edward Platt,  1919年2月14日 - 1974年3月19日）は、アメリカ合衆国の俳優である。

## 来歴
1919年、ニューヨーク州スタテンアイランドに生まれる。ニューヨークのジュリアード音楽院で演劇を学び、ブロードウェイのミュージカル『アレグロ』で俳優デビューを果たした。1949年に映画『僕は戦争花嫁』でノークレジットながらも映画デビューを果たした後は、本格的に役者としての活動を始めて様々な作品にクレジットされるようになる。1955年にはジェームズ・ディーン主演の『理由なき反抗』、1959年にはアルフレッド・ヒッチコック監督の『北北西に進路を取れ』などへも出演した。またテレビドラマへも数多く出演しており、ドン・アダムスとバーバラ・フェルドンが出演した『それ行けスマート』でのチーフ役でも知られている。

### 死去
1974年、カリフォルニア州サンタモニカにある自宅のアパートで死去しているのが見つかった。死因には諸説あり、心臓発作での死去および、金銭トラブルから患っていた鬱病による自殺という見方もある。

## 出演作品

### 映画
- 僕は戦争花嫁 I Was a Male War Bride (1949)
- Cult of the Cobra (1955)
- もず The Shrike (1955)
- マッコーネル物語 The McConnell Story (1955)
- 理由なき反抗 Rebel Without a Cause (1955)
- 法に叛く男 Illegal (1955)
- Sincerely Yours (1955)
- スカートをはいた中尉さん The Lieutenant Wore Skirts (1956)
- 愛のセレナーデ Serenade (1956)
- 六番目の男 Backlash (1956)
- 誇り高き男 The Proud Ones (1956)
- Reprisal! (1956)
- 狙われた女 The Unguarded Moment (1956)
- Rock, Pretty Baby (1956)
- 風と共に散る Written on the Wind (1956)
- バラの肌着 Designing Woman (1957)
- 勇者カイヤム Omar Khayyam (1957)
- 0（ゼロ）番号の家 House of Numbers (1957)
- 追憶 The Helen Morgan Story (1957)
- 決戦オレゴン街道 Oregon Passage (1957)
- 愛の贈物 The Gift of Love (1958)
- Damn Citizen (1958)
- 生れながらの無宿者 The Last of the Fast Guns (1958)
- 草原の野獣 Gunman's Walk (1958)
- 呪いの深海獣 Destination Space (1959) ※テレビ映画
- コルドラへの道 They Came to Cordura (1959)
- シカゴ特別非常線 The Rebel Set (1959)
- 北北西に進路を取れ North by Northwest (1959)
- Inside the Mafia (1959)
- 札束とお嬢さん Cash McCall (1960)
- ポリアンナ Pollyanna (1960)
- 謎の大陸アトランティス Atlantis, the Lost Continent (1961)
- 白雪姫と道化者 Snow White and the Three Stooges (1961)
- 嵐の学園 The Explosive Generation (1961)
- 恐怖の岬 Cape Fear (1962)
- 赤い野獣 Black Zoo (1963)
- 坊やの作戦命令 A Ticklish Affair (1963)
- 無法者! 墓場へ行け! Bullet for a Badman (1964)
- 残虐療法 Shock Treatment (1964)
- The Man from Button Willow (1965)

### テレビドラマ
- Four Star Playhouse (1954, 1955)
- ガンスモーク Gunsmoke (1955)
- Dr. Hudson's Secret Journal (1955)
- スタジオ57 Studio 57 (1955, 1958)
- Cavalcade of America (1956)
- ジェネラル・エレクトリック・シアター General Electric Theater (1956)
- ソルジャー・オブ・フォーチュン Soldiers of Fortune (1957)
- Whirlybirds (1957)
- Letter to Loretta (1957, 1959)
- ウエストポイント West Point (1957)
- モーガン警部 The Sheriff of Cochise (1957)
- Zane Grey Theater (1958, 1960)
- ウェルズ・ファーゴ Tales of Wells Fargo (1958, 1962)
- ディズニーランド Disneyland (1958 - 1964)
- Westinghouse Desilu Playhouse (1959)
- バット・マスターソン Bat Masterson (1959)
- 世にも不思議な物語 Alcoa Presents: One Step Beyond (1959)
- ハワイアン・アイ Hawaiian Eye (1959)
- ローハイド Rawhide (1959)
- ミスター・ラッキー Mr. Lucky (1959)
- 幌馬車隊 Wagon Train (1959, 1962)
- サンセット77 77 Sunset Strip (1959, 1960)
- 宇宙探検 Men Into Space (1960)
- ピーター・ガン Peter Gunn (1960)
- ペリー・メイスン Perry Mason (1960)
- Death Valley Days (1960)
- ダンテ Dante (1960)
- ボナンザ Bonanza (1960, 1963)
- ララミー牧場 Laramie (1961)
- ヒッチコック劇場 Alfred Hitchcock Presents (1961)
- ミステリーゾーン Twilight Zone (1961)
- サーフサイド6 Surfside 6 (1961)
- ドクター・キルデア Dr. Kildare (1961)
- ブロンコ Bronco (1962)
- ライフルマン The Rifleman (1962)
- ダウンフォール Saints and Sinners (1962)
- リップコード Ripcord (1963)
- アウター・リミッツ The Outer Limits (1963, 1964)
- ジェネラル・ホスピタル General Hospital (1963)
- ミスター・ノバック Mr. Novak (1963)
- 事件と裁判 Arrest and Trial (1963 - 1964)
- バージニアン The Virginian (1964)
- バークにまかせろ Burke's Law (1964)
- 原子力潜水艦シービュー号 Voyage to the Bottom of the Sea (1964)
- それ行けスマート Get Smart (1965 - 1970)
- 奥さまは魔女 Bewitched (1970)
- The Governor & J.J. (1970)
- 恋愛専科/アメリカ式愛のテクニック Love, American Style (1970)
- おかしな二人 The Odd Couple (1971)
- 探偵スヌープ姉妹 The Snoop Sisters (1972)
- Owen Marshall, Counselor at Law (1974)